# Chemische Fabrik Kalk

Blick vom Südwesten auf die CFK im Jahr 1892, dem Jahr der Umfirmierung und Umbenennung zu Chemische Fabrik Kalk GmbH

Die Chemische Fabrik Kalk GmbH (CFK) war ein Chemieunternehmen in Köln. Es wurde 1858 als Chemische Fabrik Vorster & Grüneberg, Cöln gegründet und 1892 in Chemische Fabrik Kalk GmbH umbenannt. Die CFK war zeitweise der zweitgrößte Sodaproduzent Deutschlands und mit bis zu 2400 Mitarbeitern einer der größten Arbeitgeber im rechtsrheinischen Kölner Stadtgebiet. Die Fabrikschornsteine des Hauptwerkes prägten jahrzehntelang die Silhouette des Stadtteils Kalk.
Nachdem versäumt worden war, die Fabrik zu modernisieren und neue Produkte einzuführen, beschloss der damalige Hauptgesellschafter BASF, das Werk zum 31. Dezember 1993 wegen Unwirtschaftlichkeit zu schließen. Nach dem Abriss der Produktionsanlagen und der Sanierung des Fabrikgeländes wurden dort das neue Polizeipräsidium Köln und das Einkaufszentrum Köln Arcaden erbaut. Seit der Stilllegung der Produktion existiert die Chemische Fabrik Kalk nur noch als Namensgeber für ein Handelshaus für Chemikalien und Düngemittel der K+S AG (vorherige Kali und Salz AG).

## Geschichte

### 1858 bis 1891

#### Das Chemiewerk Vorster & Grüneberg, Cöln

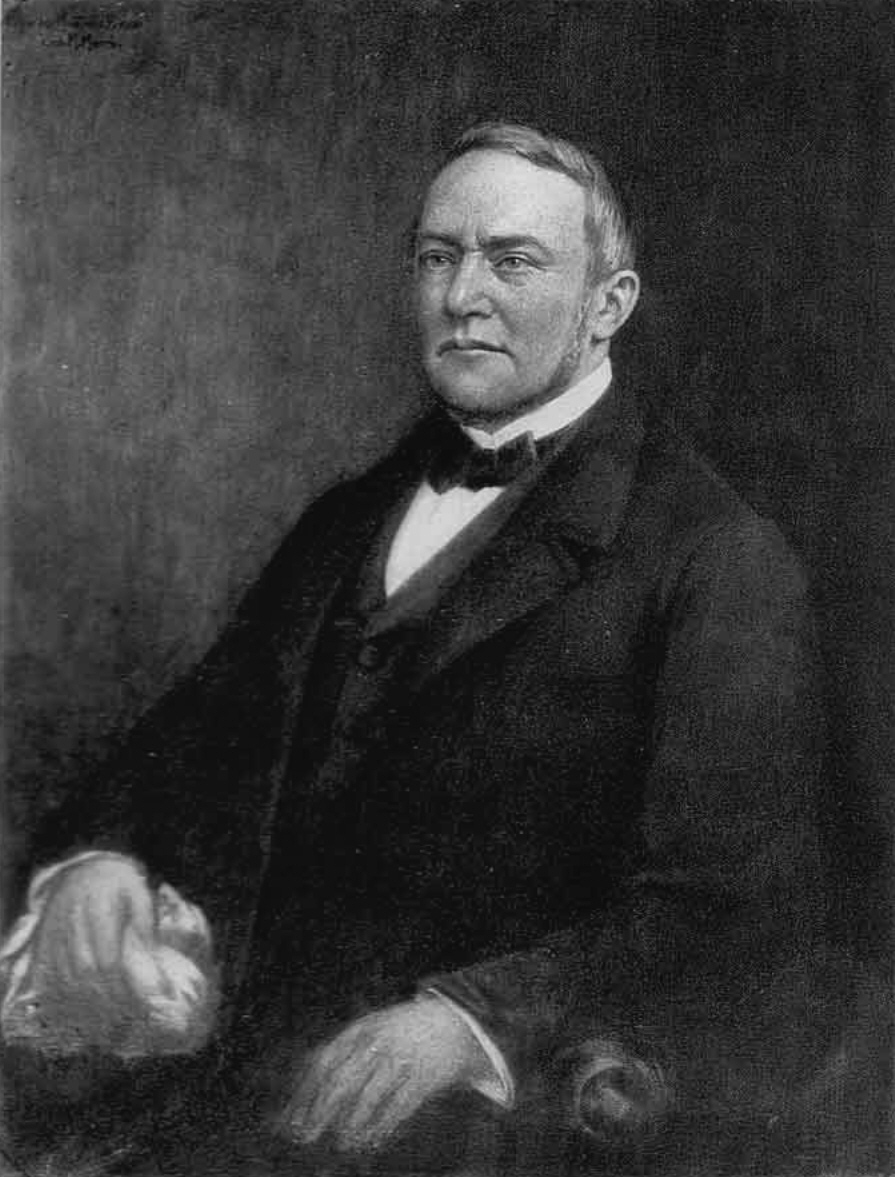
Julius Vorster

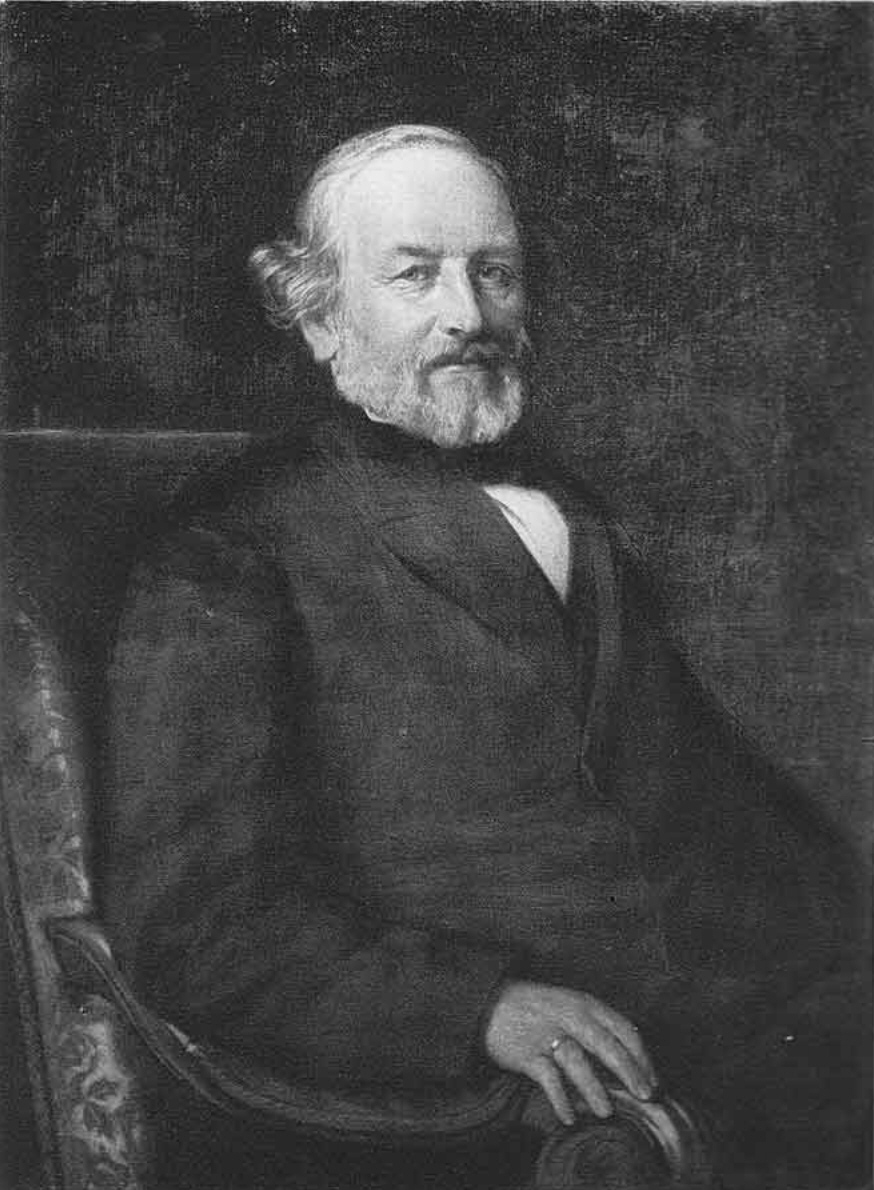
Hermann Grüneberg

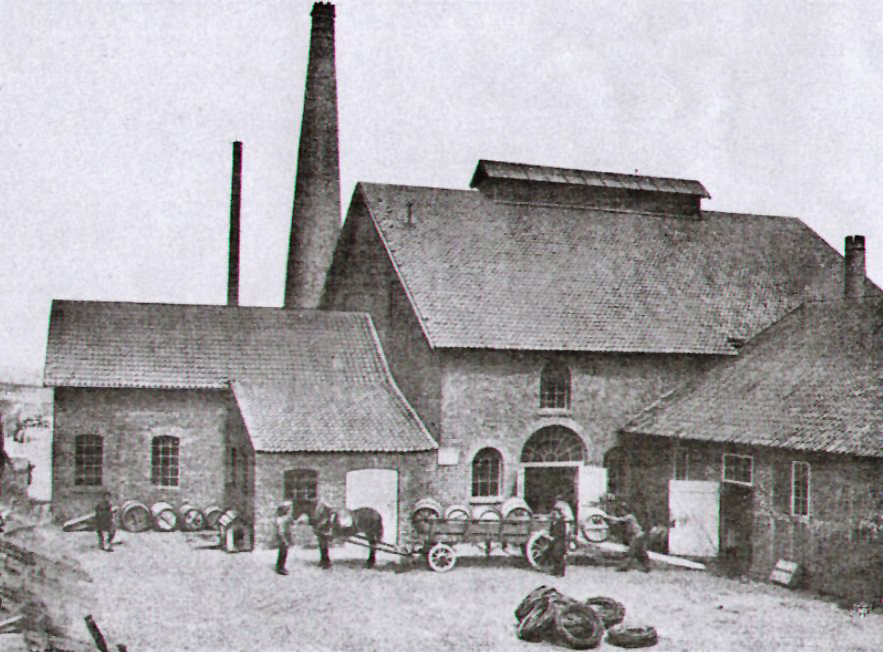
Vorster & Grüneberg, 1859

Am 1. November 1858 gründeten der Kaufmann Julius Vorster und der Chemiker und Apotheker Hermann Grüneberg die Chemische Fabrik Vorster & Grüneberg, Cöln. Vorster, der schon vorher eine Chemiefabrik besessen hatte, brachte 15.000 Taler in das Unternehmen ein; Grüneberg, der zu diesem Zeitpunkt noch studierte, konnte 5.000 Taler beisteuern. Die beiden Gesellschafter wählten als Standort für das Werk das rechtsrheinische Dorf Kalk, da die dortigen Bauflächen außerhalb der zweiten Kölner Rayonlinie lagen und somit eine Industrieansiedlung möglich war. Sie erwarben das Grundstück der ehemaligen Eisengießerei Biber & Berger. 
Drei Monate nach der Fertigstellung der Fabrik wurde mit der Produktion von Kalisalpeter begonnen, das als Oxidationsmittel zur Lebensmittelkonservierung sowie zur Herstellung von Schwarzpulver verwendet wurde. Der Kalisalpeter wurde aus russischer Pottasche und Natronsalpeter hergestellt, als Nebenprodukt wurde Soda gewonnen. Beschäftigt wurden in dieser Zeit zehn Mitarbeiter.
Durch die gute Auftragslage konnte das Unternehmen schon 1860 expandieren und kaufte mehrere Grundstücke für die Erweiterung der Fabrikationsanlagen. Dies war notwendig, um die regionale Marktführerschaft als Kalianbieter zu erhalten, nachdem mehrere andere Unternehmen mit gleichem Produktionsschwerpunkt im näheren Umkreis gegründet worden waren. Da die Preise für russische Pottasche extrem stiegen, nutzte man ab 1860 Rübenpottasche, ein kostengünstiges Abfallprodukt der Zuckerherstellung, als Rohstoff für die Herstellung von Kalisalpeter und Soda. Im selben Jahr begann das Unternehmen mit der Produktion von Kaliumchlorid, das aus Steinsalzen auskristallisiert wurde.
Die Unternehmer kauften zur Steinsalzgewinnung eine alte Saline in Staßfurt bei Magdeburg. In diesem Gebiet waren 1856 Bergwerksarbeiter bei Bohrungen nach Steinsalz zufällig auf die weltweit ersten Kalisalzvorkommen gestoßen. Zunächst blieb dieses neue Mineral ungenutzt, doch schon 1857 ergaben chemische Untersuchungen im Auftrag der preußischen Regierung, dass es sich bei diesem Mineral um ein Doppelsalz handelt. Dieses Kalisalz besteht aus einer Verbindung von Kaliumchlorid und Magnesiumchlorid. Das Mineral wurde nach dem preußischen Oberbergrat Rudolf von Carnall, der die Bohrungen veranlasst hatte, Carnallit benannt. Die Vorräte waren schnell verbraucht, da die in Staßfurt ansässigen Bauern das Rohsalz unbearbeitet als Düngemittel nutzten.
In der Saline von Vorster & Grüneberg stieß man ebenfalls auf große Carnallitvorkommen. Grüneberg gelang es, ein neues Verfahren zu entwickeln, das die Düngemittelherstellung revolutionierte. Das Rohsalz wurde zunächst nach Kalk transportiert und dort in Holzbottichen mit Dampf gelöst, um es nach der Abkühlung auskristallisieren zu lassen. Das Zwischenprodukt bearbeiteten die Beschäftigten abermals mit Dampf. So entstand als Endprodukt reines Kaliumchlorid. Dies war die weltweit erste industrielle Verarbeitung roher Kalisalze. Um die Transportkosten zu reduzieren, entschlossen sich Vorster und Grüneberg in Staßfurt und in Leopoldshall, wo sie eine weitere Saline gekauft hatten, zwei weitere Kaliumchloridwerke zu errichten. Die Kaliumchloridgewinnung vor Ort war erheblich wirtschaftlicher als der Rohstofftransport zur Verarbeitung im Hauptwerk Kalk.

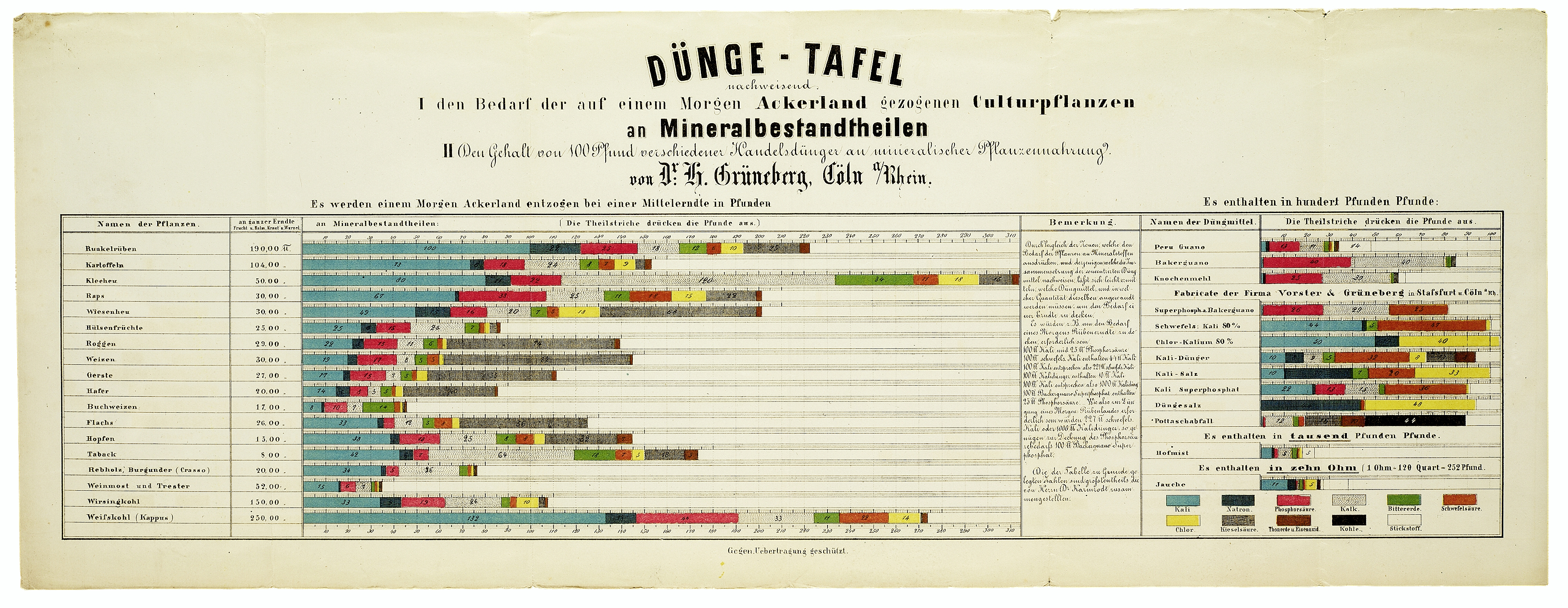
Grünebergsche Düngetafel

1860 schloss Grüneberg sein Studium mit der Promotion ab. Er forschte auf dem Gebiet der Agrikulturchemie und entwarf Tabellen für die Dosierung von Dünger. Diese waren für Landwirte über Jahrzehnte richtungweisend. Das Unternehmen erweiterte 1864 die Produktpalette um Stickstoff- und Phosphatdünger. Vorster & Grüneberg war damit die erste Großfabrik in Deutschland, die drei Hauptnährstoffe für Pflanzen, Stickstoff, Phosphor und Kalium chemisch herstellte. Ein Jahr später wurde für die Gewinnung von Kaliumcarbonat analog zur Soda-Herstellung erstmals das Leblanc-Verfahren angewendet. 
Zeitgleich errichtete Vorster & Grüneberg in Raderberg bei Cöln ein Zweigwerk für die Herstellung von Ammoniumsulfat. Das Ammoniumsulfat stellte der Betrieb aus Ammoniak unter Zugabe von Schwefelsäure her. Das Ammoniak war in Gaswasser enthalten, das bei der Herstellung von Stadtgas als bis dahin ins Abwasser entsorgtes Nebenprodukt anfiel. Da dieser Produktionszweig mit der bis dahin ungenutzten Rohstoffquelle sehr gewinnbringend war, bauten Vorster & Grüneberg in den Folgejahren weitere Ammoniakfabriken in Nippes bei Cöln, Düsseldorf, Essen, Dortmund, Hamburg, Leipzig, St. Petersburg sowie eine Salmiakfabrik in Moskau.

#### Umfirmierung zur Kommanditgesellschaft

Hauptwerk, 1876

1867 erlitt das Unternehmen durch Fehlinvestitionen in England sowie den rückläufigen Absatz von Kaliumsulfat starke Verluste. Julius Vorster jr. wurde zu diesem Zeitpunkt in die Firmenleitung berufen. Auf seine Empfehlung wurde Magnesiumsulfat in die Produktpalette aufgenommen, um die Verluste zu reduzieren. Dieser Stoff war vornehmlich für den Export nach England bestimmt, da Textilhersteller ihn dort in großen Mengen zur Trocknung von Stoffen benötigten. Durch diesen neuen Absatzmarkt und die sich gleichzeitig positiv entwickelnden Absatzzahlen für Kaliumnitrat war die Finanzkrise im Jahre 1870 überstanden. Am 1. Oktober 1875 trat der zweite Sohn Vorsters, der Chemiker Fritz Vorster, als technischer Leiter in das Unternehmen ein. Er sollte sich um die Modernisierung und Erweiterung des Stammwerkes kümmern. Nach dem Tode des Firmengründers Julius Vorster 1876 wandelten die Besitzer das Unternehmen in eine Kommanditgesellschaft um.
Da der Absatz auf dem Düngemittelsektor aufgrund des Misstrauens der Bevölkerung gegenüber den modernen Kunstdüngemitteln weit hinter den Erwartungen zurückblieb, stellte die Unternehmensleitung 1878 Carl Johann Heinrich Scheibler als Leiter der Düngemittelabteilung ein. Scheibler entwickelte das kostengünstige Düngemittel Thomasphosphat, das auf Thomasschlacke basierte. Das Thomasphosphat ermöglichte auch ärmeren Bauern, ihre Felder zu düngen. Da die Städte ihr Gaswasser häufig selber nutzten oder gewinnbringend verkauften, wurden alle dezentralen Ammoniakfabriken ab dem Ende der 1870er-Jahre sukzessive stillgelegt oder verkauft. Das Stammwerk in Kalk hingegen wurde stetig erweitert, beispielsweise errichtete die CFK dort 1881 Produktionsstätten für Schwefel- und Salpetersäure. Carl Scheibler gründete 1885 unter dem Namen Düngerfabrik C. Scheibler & Co eine eigene Kommanditgesellschaft mit den Teilhabern von Vorster & Grünberg als Kommanditisten. Das Unternehmen beteiligte sich im In- und Ausland an der Produktion von Thomasmehl und erschloss damit einen sehr ergiebigen Markt.

### 1892 bis 1945

#### Gründung der Chemischen Fabrik Kalk GmbH
Kurz nach Inkrafttreten des GmbH-Gesetzes wurde die Personengesellschaft Vorster & Grüneberg am 1. Juli 1892 in die Chemische Fabrik Kalk GmbH umgewandelt – sie war eine der ersten Gesellschaften mit beschränkter Haftung in Preußen. Nach dem Tod des Unternehmensgründers Hermann Grüneberg am 7. Juni 1894 wurde sein Sohn Richard Grüneberg in die Geschäftsführung berufen – damit war die Leitung endgültig auf die zweite Generation übergegangen.
Kurz vor der Jahrhundertwende wurde die aufgrund des Konkurrenzdrucks defizitär gewordene Produktion von Kaliumcarbonat eingestellt. Als Ersatz wurde die Natriumcarbonatproduktion mittels des Ammoniak-Soda-Verfahrens deutlich erweitert. 1902 wurde die Düngerfabrik C. Scheibler & Co in die CFK eingegliedert, deren Leitung nach Scheiblers Tod 1920 von seinem Sohn Hans Carl Scheibler fortgeführt wurde. Nachdem einige Jahre vorher schon das Kaliumchloridwerk in Staßfurt aufgrund des Preisverfalls des Endproduktes aus wirtschaftlichen Gründen geschlossen worden war, verkaufte die CFK nach dem Tode des Werksleiters Kästner auch das Werk Leopoldshall. Um die Wasserversorgung des Hauptwerkes auch bei kurzfristigen Versorgungsengpässen der Stadtwerke sicherstellen zu können, wurde 1904 ein 43,60 Meter hoher Wasserturm mit 270 Kubikmetern Fassungsvermögen gebaut, in den ein Schornstein integriert wurde.

#### Statusbericht zum 50-jährigen Firmenjubiläum

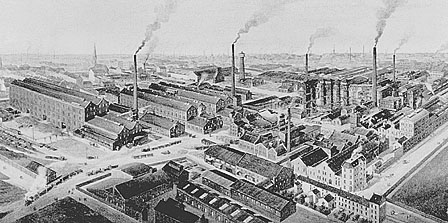
Hauptwerk Kalk im Jahre 1908

Zum Zeitpunkt des 50-jährigen Firmenjubiläums am 1. November 1908 wurden folgende chemische Güter produziert:
| • Ammoniumhydroxid (Salmiakgeist)       | • Salpetersäure                 |
| • Ammoniumchlorid (Salmiaksalz)         | • Salzsäure                     |
| • wasserfreies Ammoniak                 | • Schwefelsäure                 |
| • Natriumhydroxid (Ätznatron)           | • Natriumcarbonat (Soda)        |
| • Natriumsulfat (Schwefelsaures Natron) | • diverse Kunstdüngermischungen |

Neben dem Hauptwerk unterhielt die CFK im Jahre 1907 noch die Ammoniak-Fabrik in Köln-Nippes und Düngerfabriken in Köln-Ehrenfeld und Euskirchen, ferner war sie Hauptgesellschafter der Kohlendestillationsanlage Ammonium GmbH in Weitmar bei Bochum. Zudem unterhielt das Unternehmen zahlreiche nationale und internationale Beteiligungen an Thomasschlackemühlen. Der gesamte Warenausstoß betrug 600.000 Tonnen. Für An- und Abfuhr der Rohstoffe und Güter wurden 67.755 Eisenbahnwaggons benötigt, für die das Unternehmen 1.463.000 Goldmark an Transportkosten an die Eisenbahngesellschaften zahlen musste. Zu diesem Zeitpunkt waren 1200 Mitarbeiter bei der CFK beschäftigt. Damit war die CFK das zweitgrößte Unternehmen in Kalk hinter der Maschinenbauanstalt Humboldt.

#### Vom Ersten Weltkrieg bis zur Weltwirtschaftskrise
Mit dem Beginn des Ersten Weltkrieges sank die Anzahl der Beschäftigten auf 70 Mitarbeiter, da die CFK keine kriegswichtigen Güter produzierte. Teile der Fabrikation mussten deshalb stillgelegt werden. Die Unternehmensleitung konzentrierte die Produktion auf Salpeter, da dieser als Grundstoff für die Sprengstoffherstellung benötigt wurde. Infolge der Wichtigkeit dieser Chemikalie stieg die Belegschaftsgröße schon im Dezember 1914 auf 504 Mitarbeiter an. 1916 richtete die CFK ein eigenes Versuchslabor für Sprengstoffforschung ein, in dem sie kurze Zeit später einen eigenen Sprengstoff entwickelte. Obwohl es an Arbeitskräften mangelte, gelang es dem Unternehmen im Bereich der Tierfutterherstellung, mit durch Ätznatron aufgeschlossenem Stroh einen neuen Absatzmarkt zu erschließen.
Nach Kriegsende mussten, bedingt durch den Versailler Vertrag, die Sprengstoffherstellung und -forschung eingestellt werden. In den 1920er-Jahren erhöhte sich die Nachfrage nach Dünger langsam, allerdings stiegen auch die Rohstoffpreise deutlich. Um diese Preissteigerungen zu relativieren, stellte die Chemische Fabrik Kalk die Düngerproduktion auf Kalkammonsalpeter um, einen Stickstoffdünger, der auf Nebenprodukten der sonstigen Fabrikation basierte. 1930 wurde unter dem Markennamen Scheibler’s Kampdünger (Kamp stand für Kalk-Ammon-Phosphor) ein nach aufwändigen Forschungen entwickelter Mineraldünger in das Programm aufgenommen. Der neuartige Zweikomponentendünger wurde von der Landwirtschaft angenommen, sodass der Umsatz stieg. Die Unternehmensleitung dachte darüber nach, das Hauptwerk nach Köln-Godorf zu verlagern, da im dicht besiedelten Industriestandort Kalk die Fabrik nicht mehr erweitert werden konnte. Dieser Plan wurde aber zurückgestellt.

#### NS-Zeit und Zweiter Weltkrieg
Nach der Machtübernahme durch die Nationalsozialisten bestimmten kriegsvorbereitende Maßnahmen das Handeln des Unternehmens, beispielsweise wurde die Produktion der Substanzen zur Herstellung von Sprengstoffen verstärkt. Ab 1937 wurden auch Frauen zur Industriearbeit eingesetzt. Nach Beginn des Zweiten Weltkrieges 1939, als die männliche Belegschaft zum Kriegsdienst einberufen wurde, wurden die Frauen zwangsverpflichtet. Durch den kriegsbedingten Arbeitskräftemangel setzte die CFK ab 1940 etwa 460 polnische oder sowjetische Zwangsarbeiter im Werk ein, für die als Unterkunft ein Barackenlager auf dem Werksgelände eingerichtet wurde. Die Fabrik stellte die Produktion des Kampdüngers 1940 ein, da kein Phosphor mehr zur Verfügung stand.
Schon 1942, bei den ersten Bomberangriffen der Alliierten auf Köln-Kalk, nahmen die Produktionsanlagen schweren Schaden. 1943 wurde der Schwefelsäurebetrieb komplett zerstört, ein Jahr später kam fast die gesamte Produktion zum Erliegen. Nachdem bei über 20 Bombenangriffen insgesamt 227 Sprengbomben und Luftminen sowie rund 3000 Brand- und Phosphorbomben das Werk zu 80 % zerstört hatten, verkündete Fritz Vorster jr., der Enkel des Firmengründers, am 6. März 1945 die Schließung. Zu diesem Zeitpunkt hatte die CFK nur noch eine Belegschaftsstärke von etwa 100 Mitarbeitern.

### 1945 bis 1993

#### Nachkriegsjahre und Wiederaufbau
Im August 1945, drei Monate nach Kriegsende, wurde in der Chemischen Fabrik Kalk zu Tauschzwecken Branntkalk produziert. Die aus der Kriegsgefangenschaft heimkehrenden Arbeiter des Werkes schlachteten zerstörte Betriebsteile aus, um die teilweise erhaltenen auszubessern. Einige Maschinen waren vor den Bombenangriffen in Sicherheit gebracht worden, sodass sie wieder zur Verfügung standen. Da 1947 große Teile der Fabrik wieder aufgebaut waren, konnte die Produktion aufgenommen werden. Mit der Volldüngerproduktion wurde 1948 begonnen. Dem Kampdünger wurde Kalisalz zugemischt, er wurde deshalb als KAMPKA-Dünger verkauft.
Bereits 1950 hatte die Chemische Fabrik Kalk ihr altes Produktionsvolumen wieder erreicht. Der Marktanteil an der bundesweiten Sodaproduktion lag bei 20 %, ein Jahr später sank er auf 13 %. Im selben Jahr beteiligte sich ein großer deutscher Montanbetrieb, die Salzdetfurth AG, mit 25 % an der Chemischen Fabrik Kalk. Die Gesellschafter planten abermals eine Verlegung der Volldüngerproduktion in moderne Fabrikanlagen nach Köln-Godorf. Erneut wurde dieses Vorhaben nicht verwirklicht. Eine Studie kam zu dem Ergebnis, dass es günstiger sei, das Werk Kalk weiterhin zu nutzen. 1956 verkaufte die CFK das bereits erworbene Gelände in Godorf. Die Salzdetfurth AG zog ihre Beteiligung allerdings nicht zurück, sondern erhöhte ihre Anteile 1957 auf 75 %.
Zum hundertjährigen Firmenjubiläum am 1. November 1958 waren 1820 gewerbliche Arbeiter und 549 Angestellte im Unternehmen beschäftigt. Der Bedarf der Futtermittelbranche an hochprozentigen Phosphaten im Jahre 1960 konnte durch den Bau einer neuen Fertigungsanlage befriedigt werden, damit konnte ein neuer und Erfolg versprechender Markt erschlossen werden. Die KAMPKA-Dünger-Produktion lag im selben Jahr bei 417.000, die Soda-Produktion bei 170.000 Tonnen.

#### Die Übernahme durch die Salzdetfurth AG
1960 übernahm die Salzdetfurth AG alle Geschäftsanteile der Chemischen Fabrik Kalk GmbH und modernisierte Teile der Produktionsanlagen; beispielsweise leitete man stark schwefelhaltige Abgase ab 1965 über einen neu errichteten, 120 Meter hohen Schornstein, ab. Diese Höhe war nötig, da es bei Hochdruckwetter vorher oft zu Geruchsbelästigungen der Bevölkerung Kalks gekommen war, indem die stark riechenden Dämpfe auf Bodenhöhe gedrückt wurden. Durch den Bau konnte dieses Problem größtenteils beseitigt werden.
Ab Mitte der 1960er-Jahre wurden die Abfüll- und Verladeanlagen auf vollautomatischen Betrieb umgestellt. Diese Teilmodernisierungen konnten aber nicht darüber hinwegtäuschen, dass die Fabrik, insbesondere die Soda-Produktion, technisch veraltet war. Nach dem Krieg war versäumt worden, größere Investitionen für Modernisierungen zu tätigen – auch fehlte es schon längerfristig an neuen Produktideen, sodass das Unternehmen keine neuen Absatzmärkte erschließen konnte. 1971 fusionierte die Salzdetfurth AG mit der BASF-Tochter Wintershall AG und der Burbach-Kaliwerke AG. 1972 wurde die Gesellschaft in die Kali und Salz AG umgewandelt. Anfangs war BASF der Mehrheitsaktionär, später übernahm sie auch noch die restlichen Anteile des Unternehmens.

#### Der Niedergang

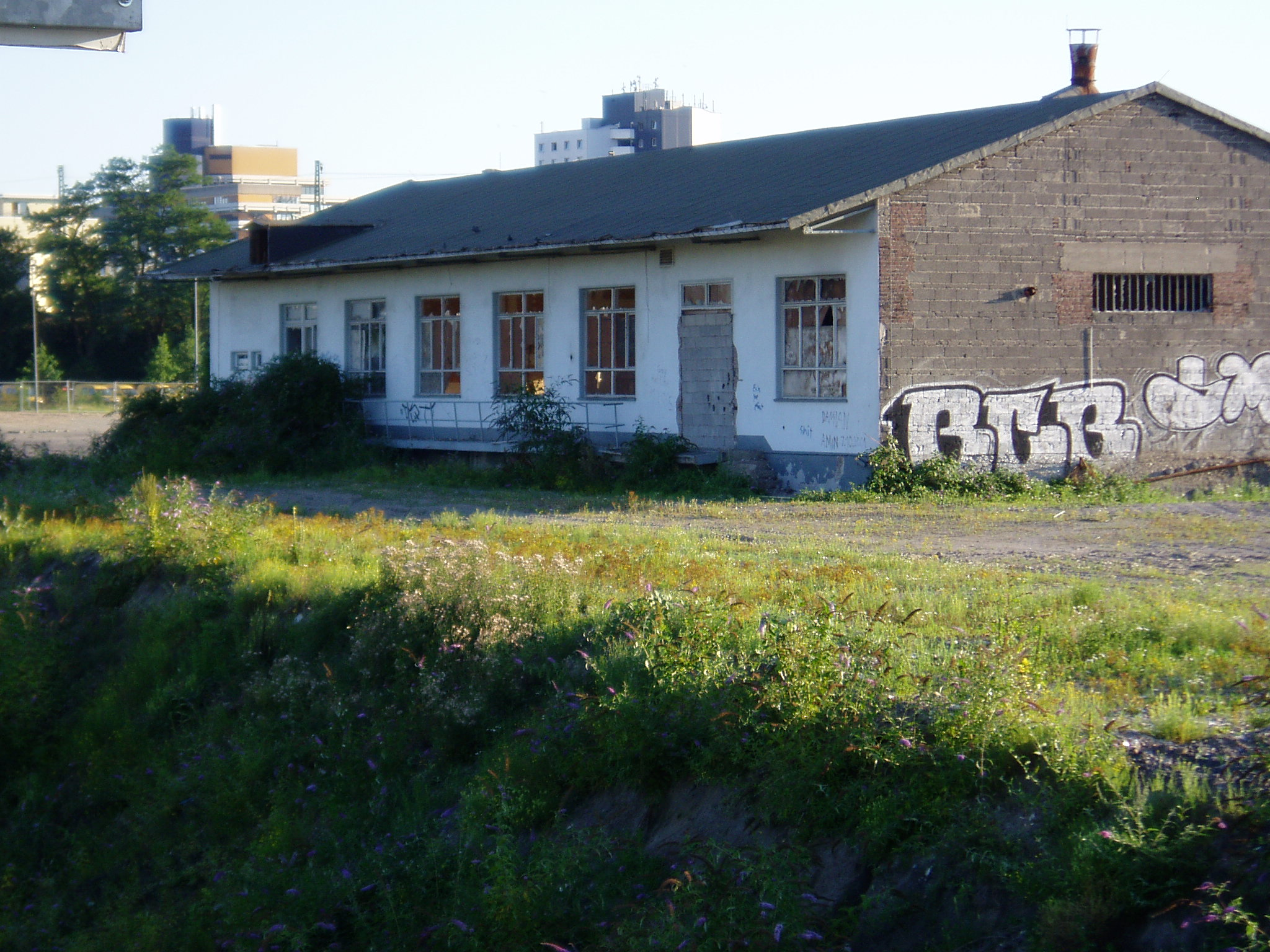
Ehemaliges Laborgebäude

Kurz nach der Übernahme durch BASF begann die CFK, zusätzlich Blumen- und Gartendüngemittel zu produzieren, die über die COMPO GmbH, die 1967 von Salzdetfurth übernommen wurde, vertrieben wurden. Der Futtermittelhandel konnte nun individuelle Tierfuttermischungen ab Werk bestellen. Die Belegschaft vermutete, dass die BASF die Chemische Fabrik Kalk als Geschäftsfaktor nicht ernstnahm, da der Konzern keinerlei Investitionen in Modernisierungen vornahm.
Die allgemeine Rezession Mitte der 1970er-Jahre führte wegen Absatzschwierigkeiten zu ersten Entlassungswellen im Werk. Anfang der 1980er-Jahre wurde mit der Herstellung von organischen Bromverbindungen versucht, auf dem Gebiet der Feinchemie neue Geschäftsfelder unter dem Diplom-Ingenieur Klaus Liebrecht (* 1916) als Geschäftsführer zu erschließen. 1985 stellte die Fabrik diese Produktion nach einem Großbrand der Bromlagerhalle wieder ein, 1988 wurde auch die Düngerproduktion beendet. Fortan kam es jährlich zur Stilllegung weiterer Betriebsteile aus wirtschaftlichen Gründen. Am 23. Dezember 1993 wurde die Produktion von Soda und Kaliumchlorid in den noch verbliebenen Betriebsteilen beendet. Für die letzten 693 Mitarbeiter wurde ein Sozialplan aufgestellt, nach dem die Mitarbeiter, die älter als 55 Jahre alt waren, in den Vorruhestand gehen konnten, jüngere wurden finanziell abgefunden.

### Nachnutzung des ehemaligen Werksgeländes

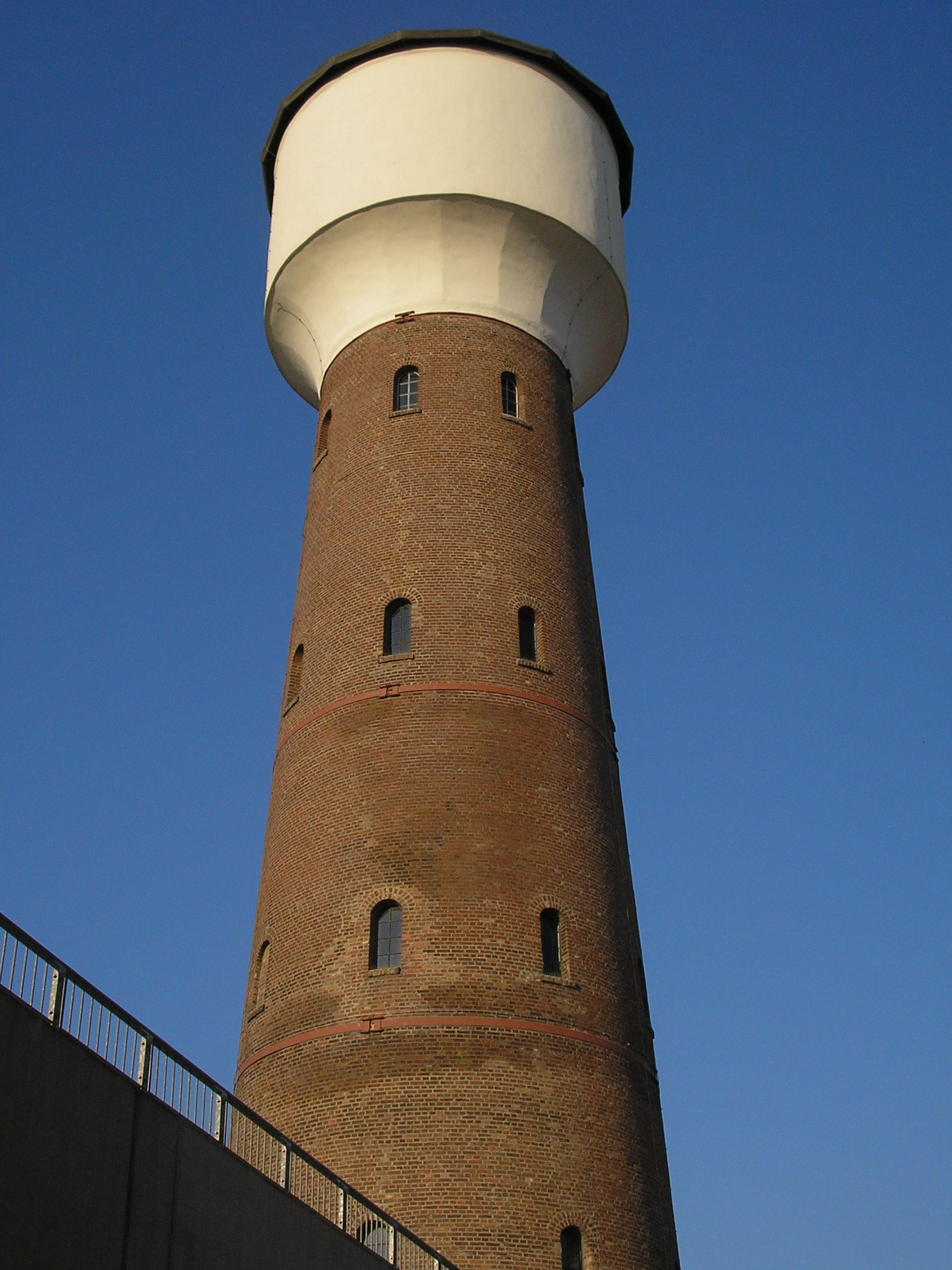
Der 1904 erbaute Wasserturm der CFK

Vom fast 40 Hektar großen Gelände sind inzwischen alle Gebäude abgerissen bis auf den denkmalgeschützten Wasserturm. Zu unterscheiden sind drei Flächenbereiche.

#### Hauptgelände
Die Abrissmaßnahmen endeten mit der Sprengung des hohen Schornsteins am 25. Oktober 1996. Da das Gelände hochgradig mit chemischen Substanzen wie beispielsweise Schwefel und Schwermetallen verseucht war, musste es vor einer Weiternutzung umfangreich saniert werden.
Nachdem das Terrain im Jahre 2001 endgültig gift- und gebäudefrei war, versah die Stadt Köln es mit einer neuen Straßenstruktur und einem direkten Anschluss zur Bundesstraße 55a. Heute sind dort das Polizeipräsidium Köln (Fertigstellung am 22. Oktober 2001) und das Einkaufszentrum Köln Arcaden (Fertigstellung am 2. März 2005) angesiedelt. Der von einem Parkhaus umbaute hohe Wasserturm ist der architektonische Mittelpunkt der Köln Arcaden. Pläne, in diesem Turm ein CFK-Museum einzurichten, sind bisher nicht realisiert worden. Nach zweijähriger Bauzeit eröffnete im April 2009 im nördlichen Teil des Terrains das Wissenschafts-Erlebnis-Zentrum Odysseum. 
Im selben Jahr wurde die Kapazität des Polizeipräsidiums durch einen Erweiterungsbau annähernd verdoppelt und die Anlage des etwa 2,8 Hektar großen Bürgerparks Kalk abgeschlossen. Zudem errichtete die Baumarktkette Bauhaus im nördlichen Areal eine ihrer größten Filialen in Deutschland. Neben Bauhaus ist der Music Store eingezogen. Pläne, auf dem westlichen Gebiet ein Musical-Theater zu bauen, wurden 2009 verworfen, anstatt dessen sollen dort Bürogebäude und Dienstleistungsbetriebe entstehen.

#### Verwaltungsgebäude
Die ehemaligen Bürogebäude südlich des Werksgeländes auf der gegenüberliegenden Straßenseite der Kalker Hauptstraße wurden verkauft und einer anderen Nutzung zugeführt; in ihnen war das Generalsekretariat des Malteser Hilfsdienstes zu finden, ehe die Gebäude 2019 ebenfalls abgerissen wurden.

#### Mülldeponie
Die zwei Mülldeponien auf dem Werksgelände mit dem heutigen Namen Kalkberg und Kleiner Kalkberg lassen sich nicht wirtschaftlich abtragen, die Oberfläche wurde versiegelt. Die Nachnutzung der Fläche soll u. a. als öffentliche Grünfläche dienen. Durch für BASF glückliche Umstände fand sich mit der Stadt Köln ein Erwerber für diese Altlast, dem trotz der Setzungen am Alpincenter Bottrop und dem Unglück in Nachterstedt scheinbar nicht klar war, dass es keine gute Idee ist, eine Halde zu bebauen.

## Heutige CFK
Nach der Beendigung der eigenen Produktion mit Abriss des alten Werksgelände existiert die Chemische Fabrik Kalk GmbH nur noch als Händler für Chemikalien. Der Sitz der Verwaltung wurde in die Olpener Straße in Köln-Kalk verlegt.

## Soziales Engagement der Unternehmer
Die Firmengründer unterstützten schon zu Lebzeiten zahlreiche soziale Projekte und Institutionen. Nach ihrem Tod wurden die Finanzierungen von Stiftungen weitergeführt. Beispielsweise stellten die Stiftungen großzügige Zuschüsse für den Bau der Evangelischen Krankenhäuser Kalk und Weyertal sowie für das Syrische Waisenhaus in Jerusalem zur Verfügung. Zusätzlich überschrieben oder übergaben sie komplette Immobilien zur Einrichtung von Kindergärten oder Schulen und einer Volksbibliothek an die Stadt Kalk. Das letzte Wohnhaus von Hermann Grüneberg am Holzmarkt in der Kölner Altstadt übergab seine Witwe Emilie für die Einrichtung einer Trinkerheilanstalt an die Heilsarmee. Zu Ehren der Unternehmerfamilien benannte die Stadt Kalk zwei Straßen in Vorsterstraße und Grünebergstraße um.
Richard Grüneberg, der Sohn des Firmengründers, überschrieb 1904 einen Erstbeitrag von 30.000 Mark an die Richard-Grüneberg-Stiftung. Diese Stiftung gewährte Beihilfen zur Erholung an die CFK-Mitarbeiter. Später richtete die CFK eine unternehmensseitig finanzierte Unterstützungskasse für die betriebliche Altersvorsorge der Mitarbeiter ein. In den 1950er-Jahren eröffnete die CFK das Erholungsgelände Haus Friede in Köln-Dünnwald, das von den Mitarbeitern und ihren Familien unentgeltlich genutzt werden konnte.